# Rão Kyao
Rão Kyao, nome artístico de João Maria Centeno Gorjão Jorge (Lisboa, 23 de agosto de 1947), é um músico e compositor português, famoso como intérprete de flauta de bambu e de saxofone.

## Biografia
É o segundo de três filhos de José Duarte Ramos Ortigão Jorge e de sua primeira mulher Maria Carlota Centeno Gorjão Henriques. É bisneto de Ricardo Jorge, trineto de Ramalho Ortigão, duas vezes sobrinho-tetraneto de João Carlos de Saldanha Oliveira e Daun, 5.º neto de José de Seabra da Silva e duas vezes 6º neto de Sebastião José de Carvalho e Melo, Marquês de Pombal
Estudou no Colégio Militar, em Lisboa, e na Faculdade de Direito da Universidade de Lisboa, onde foi colega de turma de Marcelo Rebelo de Sousa, Leonor Beleza e Carlos Fino.
Cedo mostrou a sua tendência para a actividade musical participando, a partir dos sete anos de idade, em diversos grupos corais. Na adolescência inicia os seus estudos de saxofone e de flauta de bambu. Dá os seus primeiros passos musicais com o saxofonista Victor Santos com quem estudou teoria musical, solfejo, saxofone e flauta.
Estreou-se ao vivo como intérprete de saxofone tenor aos 19 anos de idade, tendo sido nessa fase inspirado pelo jazz. Para além de tocar em numerosos clubes lisboetas, tocou também no estrangeiro, em países como Dinamarca, Espanha, França e Países Baixos, Índia, Japão e Canadá. Fixou-se em França.
Passou a tocar em público a partir de 1965, principalmente em sessões de estudantes e no Hot Clube de Portugal, onde pôde ser visto ao lado de grandes figuras internacionais como Don Byas, Dexter Gordon, Pony Poindexter, Ian Carr, entre outros. Em 1967 trabalhou com alguns grupos de bossa nova e tocou pela primeira vez no estrangeiro, nomeadamente em França e na Holanda. Em 1970, Espanha escutou-o ao vivo com frequência no Whisky Jazz Club de Madrid. No ano seguinte participou no “Festival Internacional de Jazz de Cascais” com os “The Bridge” e em 1972 com os ” Status”.
Instala- se, nos primórdios da sua carreira, em França onde permanece dois anos tocando com uma série de grandes nomes de jazz e de música de carácter étnico (indiano e africano). É então que participa na gravação de dois LP’s de música de raiz africana.
Ainda em França, inicia o estudo sistemático de música indiana.
Em 1976, participou no “Festival Internacional de Jazz” de Ljubljana (Jugoslávia).
Ainda em 1976 já em Portugal, grava o seu primeiro LP "Malpertuis", que impôs Rão Kyao como um dos mais surpreendentes instrumentistas e compositores da música portuguesa. O disco de estreia contou com a colaboração do grupo de Jazz ”Araripa”.
Tal facto leva-o em 1977 a gravar "Bambu", considerado, então, pela crítica o melhor álbum de música portuguesa do ano.
Em 1978 é convidado a participar no Festival Internacional de Música Jazz Yatra em Bombaim (Índia) representando Portugal. Aqui actua com a Big Band de Clark Terry e com o seu próprio grupo.
Na sequência desse festival resolve fixar-se em Bombaim tentando redescobrir o elo perdido entre a música portuguesa e a música do oriente. Durante esse período, estudou música indiana e flauta bansuri com o mestre Raghunath Seth.
Rão Kyao, consciente da enorme influência que essa música havia tido na construção da música tradicional portuguesa, regressa a Portugal em 1979 e grava o álbum "Goa" (antiga cidade portuguesa na Índia) que reflecte precisamente essa influência.
Em 1980 edita o álbum "Live at Cascais" gravado ao vivo no” Festival Internacional de Jazz”, com um trio de músicos ingleses.
No ano seguinte, utilizando uma secção rítmica composta por músicos indianos grava o álbum "Ritual".
Fazendo parte integrante da sua formação musical e do seu gosto, o fado, bebendo ao mesmo tempo a influência do Oriente através do povo árabe na nossa música tradicional, leva-o a gravar em 1983 o álbum "Fado Bailado". Nesse trabalho, interpretou ao saxofone diversas obras de Amália Rodrigues. Este disco, ainda hoje um enorme sucesso, vem a ser o primeiro LP Platina, atribuído a discos portugueses.
Volta, entretanto, à Ásia, mais propriamente a Macau, onde o convidam a gravar um LP que relata, em termos musicais, a presença portuguesa no Oriente. Desafio que aceita. Escreve, então, esse trabalho – "Macau o Amanhecer" – no ano 1984. A sua presença naquele território chinês, na altura sob Administração Portuguesa, serviu ainda para ajudar a catapultar a criação do Jazz Club de Macau.
Regressa a Bombaim para aprofundar os estudos de flauta de bambu e de música vocal indiana.
Foi neste LP que experimentou, pela primeira vez, uma nova sonoridade – descobre na ligação da Flauta de Bambu com a corda e a percussão. Esse facto origina já nos finais do mesmo ano, em Portugal, o seu novo LP "Estrada da Luz", outro enorme êxito e novo Disco de Platina. Eleito Álbum do ano pela Federação dos Centros de Cultura.
Em "Oásis" (1985) continua a explorar, com extremo rigor e belíssimo resultado, esta sua sonoridade que surge do cruzamento das músicas indianas com a portuguesa.
Em finais de 1986, é convidado a gravar, em Bratislava (Checoslováquia), os temas de uma série de TV, com uma orquestra sinfónica de cem figuras. Desta gravação é editado um CD.
Ainda neste ano fica disponível uma colectânea que engloba os melhores momentos de "Estrada da Luz" e "Oásis".
É igualmente em 1986 que Rão Kyao vê concretizadas as edições de "Estrada da Luz" e "Oásis" no Brasil, onde se desloca inúmeras vezes para concertos e entrevistas.
Num novo trabalho "Danças de Rua" (gravado no Brasil e em Lisboa. Misturado digitalmente nos Estúdios de Wisseloord /Holanda), Rão leva ainda mais longe toda a sua proposta anterior, uma vez que utiliza uma rítmica brasileira nordestina, música sobre a qual mais se faz sentir a influência da música tradicional portuguesa. Disco de Ouro, editado na Europa, Japão e Estados Unidos. Seguindo-se uma digressão por países como Japão, Índia e China.
Em Novembro de 1989 edita o CD denominado "Viagens na Minha Terra" (igualmente misturado na Holanda). Neste projecto desenvolve a sua concepção ao interpretar temas inspirados na riquíssima música de raiz popular portuguesa.
Grava com o grupo espanhol Ketama, em 1992, um CD com o título de "Delírios Ibéricos" em que junta a sonoridade portuguesa ao flamenco. Assume-se como o primeiro CD a apresentar esta fusão. CD editado em Espanha, Japão, Alemanha e EUA.
Edita o álbum "Águas Livres", em 1994, sob o conceito ambiental de “Águas Livres, Águas Vivas”.
Em 1996 apresenta uma gravação realizada ao vivo, um CD com o título de "Viva o Fado", onde interpreta composições tradicionais e originais baseadas no fado.
Em 1997 edita "Navegantes", interpretando, num ambiente totalmente acústico, vários temas que celebram os descobrimentos portugueses. Com influências da música indiana, jamaicana e árabe, e cuja principal inspiração veio de um dos mestres indianos da flauta, Hariprasad Chaurasia. Neste trabalho Rão Kyao inovou pela utilização de novos instrumentos, a ocarina e o saltério, e pela vocalização em alguns dos temas. Apresentou este trabalho na Expo 98 Portugal.
Em 1999 grava com a Orquestra Chinesa de Macau, composições próprias, no sentido de ilustrar, através da música, os 450 anos de presença portuguesa naquela província. É em "Junção" que se encontra o tema “Celebração da Paz”, de sua autoria, interpretado durante a cerimónia que celebrou a transição da administração portuguesa daquele território para a República Popular da China.
Com o pseudónimo de “Shrivad Pani” este CD de originais gravado em 1999, com o título “The Music of Sound” - Musical Suite For Bamboo Flute And Processed Sounds. Esta gravação teve na sua origem o desejo ao compor este CD, numa fase em que a música meditativa era à altura ainda pouco divulgada em Portugal e de partilhar do que usufrui pessoalmente na sua prática diária, dos benefícios da meditação através da música. A base do seu trabalho neste percurso da vertente de Música Meditativa teve como início um estudo, originada por uma ligação intuitiva desde sempre com a música indiana.
Em 2000 é convidado por Carlos Avilez para musicar a peça “A Real Caçada ao Sol” que é uma das peças mais importantes na dramaturgia de Peter Shaffer, apresentada no Teatro Nacional D. Maria II em Lisboa.
Em 2001, grava "Fado Virado a Nascente", uma nova abordagem do fado por parte de Rão Kyao que assume a ligação à música árabe convidando o violinista Gazi e o percussionista Barmaki. Juntos, com a guitarra portuguesa e com cantoras, criaram uma música, "Virada a Nascente", que espelha de forma clara a dita arábica influência.
Em 2004, edita um novo disco "Porto Alto" que é descrito pelo músico da seguinte forma: “ O percurso de um sonho que se desenrola através da música de Portugal, país do pão, do azeite e do vinho”. Este disco foi apresentado no primeiro festival Rock in Rio em Lisboa.
Em 2005 grava um projecto ao vivo no "Festival Sete Sóis Sete Luas", com o grupo de cante alentejano “Os Ganhões de Castro Verde", o seu quinteto e com músicos convidados de Espanha e de Itália.
Em 2006 grava o álbum "Mondego", com a Orquestra Clássica do Centro (Coimbra) e a direcção do Maestro Virgílio Caseiro. Interpreta clássicos de grandes autores portugueses (José Afonso, José Nisa, entre outros) para além de alguns temas da nossa música tradicional, principalmente daquela região, contando aí com alguns temas originais.
Em 2008 edita "Porto Interior" com uma das maiores instrumentistas da China que toca dois instrumentos clássicos chineses: a pipa e o guzheng. É mais um retracto da integração exemplar dos povos português e chinês em Macau e que pretende fortalecer, por este meio, a amizade entre Portugal e China.
Em 2009 edita um CD Duplo: "Em’Cantado". Neste duplo CD a sua flauta aparece na companhia de um grupo de excelentes fadistas que interpretam composições e letras, na sua maior parte escritas propositadamente para o efeito, algumas de sua autoria. É mais uma incursão do músico no universo fadista que o acompanha desde que, nos anos 1980, gravou "Fado Bailado". No lado B deste podemos ouvir em temas originais “cantados” pelas flautas de Bambu, piano e percussões, numa versão lírica e intimista tão querida de Rão Kyao.
Em 2011 edita "Sopro de Vida; Ao Ritmo da Liturgia" que contém a sua interpretação de vários cânticos religiosos, exclusivamente portugueses, com o propósito de revelar a grande riqueza musical e espiritual de vários compositores ligados à música litúrgica.
Ainda em 2011 edita "Pure Light", dando a sua contínua atenção musical, ao que consiste na interpretação de música meditativa (Nada Yoga) com o nome genérico de Samádi.
Em 2012 fica disponível "Melodias Franciscanas", cujo conteúdo é, na sua maior parte, constituído por temas do Padre Mário Silva que musicou uma série de textos litúrgicos referentes à ordem Franciscana e celebrativos da figura de São Francisco de Assis.
Em 2012 é convidado por Luiz Avellar, pianista e compositor Brasileiro a participar para a trilha sonora de uma série infante-juvenil de grande projecção no mercado brasileiro, sendo por diversas vezes premiada em festivais do género no Brasil e América do Sul.
No final de 2012 edita o álbum de originais, “Coisas que a Gente Sente". Como o próprio nome indica “expressa vários temas originais, com um ênfase muito grande na nossa, portuguesa, sonoridade num caminho estreito e desafiante entre o respeito pela sua raiz e o desejo constante duma procura de novos caminhos seja na sua composição, na sua interpretação ou nos seus arranjos” (Rão Kyao).
Em julho de 2013 com a designação: “Orient.7Sóis.Orkestra“ com toda a produção musical liderada por Rão Kyao estreia esta apresentação na 21.ª edição do Festival “Sete Sóis Sete Luas”. Surgida do trabalho conjunto de seis prestigiosos artistas provenientes das diversas margens do Mediterrâneo, com especial destaque para as culturas musicais do Oriente do Mare Nostrum: Argélia, Croácia, França, Grécia, Portugal. Apresentada em tournée por diversos países do sul da Europa.
Em Setembro de 2013 regressa a Macau para actuar em estreia mundial com novas composições de sua autoria para a Orquestra Chinesa de Macau em colaboração com o Maestro Pang Ka Pang em apresentação de três suites denominadas “Casas de Macau”.
Na visita da Orquestra a Portugal em Setembro de 2014 apresentou-se em Coimbra com estas suas novas composições mantendo assim o elo musical Luso-Chinês nos dois continentes.
Em Novembro de 2014 grava na capela do Convento de Santa Teresa de Jesus de Carnide o CD "Sopro de Vida-Maria" que, na continuação de uma série iniciada pelo anterior disco de música litúrgica, contém temas todos eles dedicados à Nossa Senhora. Foi editado em 2015. Esta versão instrumental de cânticos marianos foi apresentada na visita do Papa Francisco a Portugal no Mosteiro da Batalha em 2017, onde foi gravado um DVD que esteve no mesmo ano no comando do top nacional de DVD, com "Recital Sopro de Vida Ao Vivo no Mosteiro da Batalha". Na Rota do Património foi recentemente apresentado este recital na igreja do Mosteiro dos Jerónimos em Maio e na Igreja de Santa Engrácia no Panteão Nacional em Outubro de 2019.
Em Janeiro de 2016 é editado o CD "Earth & Wings" Healing Dance Journey. Com temas originais, em que através desta sonoridade deseja criar “uma viagem sonora de cura e expansão”.
O seu mais recente CD com o título "Aventuras da Alma", novamente de originais, foi editado em Maio de 2017.
Em Outubro de 2019 Rão Kyao foi convidado a criar um espectáculo numa triangulação musical mediterrânica feita de múltiplas pontes e influências civilizacionais, entre Portugal, Espanha e Marrocos, no âmbito de um desafio artístico para que se juntasse com músicos espanhóis e marroquinos num concerto inédito que acolheu este ano, pela primeira vez em Portugal, a Bienal Ibérica de Património Cultural em Loulé.
Do convite surgido através de uma organização ligada ao Instituto Cultural de Macau, começa em 2019 a escrever a música para um bailado denominado "A Trança Feiticeira" baseado no romance homónimo de Henrique de Senna Fernandes, romance esse que descreve a relação difícil e atribulada de um português e de uma chinesa nos anos 1930.
É para ser estreado em 2020 e celebra os vinte anos da administração chinesa em Macau e os 40 anos do reatamento de relações diplomáticas entre Portugal e China.
O Ministério das Relações Exteriores (MEA), através das embaixadas de cada um desses países, lançou uma iniciativa única de missões indianas em 124 países, para a participação de músicos e grupos locais. Rão Kyao criou um rearranjo para o tema "Vaishnava Jana To".
O arranjo foi concebido e gravado com a utilização da flauta de bambu, a guitarra portuguesa, o harmonium (família do acordeão e muito utilizado na Índia) e a guitarra clássica.
Nesta sequência o músico português quis homenagear mais profundamente esta figura ímpar da humanidade.
Em 2020 começa na Índia uma tournée nacional com o recital "Um Português Homenageia Gandhi" no qual apresenta um reportório original e inédito composto para louvar, pela música a extraordinária filosofia espiritual deste gigante da humanidade do qual se celebram, este ano, os 150 anos do seu nascimento. Portugal é um dos muitos países que integram o Bapu@150.

## Prémios e reconhecimento
A 8 de Junho de 2007 foi feito Oficial da Ordem do Infante D. Henrique.
Em Junho de 2010 foi condecorado pela Société Académique des Arts, Sciences et Lettres de Paris. 
Foi uma das 50 figuras do fado e da guitarra portuguesa homenageadas, em 2012, aquando da celebração do primeiro aniversário do fado enquanto Património Imaterial da Humanidade, tendo nessa altura recebido a Medalha Municipal de Mérito (Grau Ouro), da cidade de Lisboa. 
Com álbum Coisas que a Gente Sente, em 2013, ganhou o Prémio Carlos Paredes  e o Prémio Pedro Osório,atribuído pela Sociedade Portuguesa de Autores (SPA). 

## Discografia
Entre a sua discografia encontram-se: 
- 1976 - Malpertuis
- 1977 - Bambu
- 1979 - Goa
- 1980 - Live At Cascais
- 1982 - Ritual
- 1983 - Fado bailado (com António Chainho e José Maria Nóbrega)
- 1984 - Estrada da luz
- 1986 - Oásis
- 1987 - Danças de rua[1]
- 1987 - O som mágico da flauta
- 1989 - Viagens na minha terra
- 1992 - Delírios ibéricos[1]
- 1994 - Águas livres
- 1996 - Viva o fado
- 1997 - O melhor de Rão Kyao
- 1997 - Navegantes
- 1999 - Junção
- 1999 - Melhor dos tempos
- 2001 - Fado virado a nascente
- 2004 - Porto Alto
- 2006 - Rão Kyao Tour Sete sóis sete Luas - Live
- 2007 - Mondego (Rão Kyao & Orquestra Clássica de Coimbra)
- 2007 - Antologia 83/2001 (em dois CD) publicado pela Universal Music Portugal.
- 2008 - Porto Interior (Rão Kyao & Yanan)
- 2008 - Em Cantado (Universal Music)
- 2011 -Pure Light Samadhi
- 2011 - Sopro de Vida; Ao Ritmo da Liturgia"
- 2012 - Rão Kyao em Melodias Franciscanas (Rão Kyao & Mário Silva, ofm) publicado pela Província Portuguesa da Ordem Franciscana[12]
- 2012 - Coisas Que a Gente Sente (Get Records)
- 2013 - Orient.7Sóis.Orkestra
- 2013  - Casas de Macau
- 2014 - Sopro de Vida-Maria
- 2015 - Earth & Wings Healing Dance Journey
- 2017 - Aventuras da Alma
- 2017 - DVD ao vivo Mosteiro da Batalha. Recital Sopro de Vida
- 2021 - Gandhi - Um Português Homenageia Gandhi